# Torre de Vila-seca
La Torre Vila-seca es un monumento protegido como bien cultural de interés nacional del municipio gerúndense de Palafrugell (Bajo Ampurdán).

## Descripción
Torre cilíndrica con matacán y almenas, ligeramente ataludada, de una masía desaparecida. Hoy está aislada en un terreno, convertido en espacio público. Se conservan unos 8 metros de altura. El antiguo coronamiento resultó dañado y fue sustituido por un tejado de dos pendientes, ahora ruinoso. Se divide en dos plantas. Se ha conservado la bóveda semiesférica inferior; en la parte alta sólo quedan restos. A poniente hay una puerta elevada, a mediodía dos ventanas pequeñas y, en todo el perímetro, aspilleras cuadradas y rectangulares, a dos niveles. El muro es de muy grueso; construido con piedras sin trabajar y argamasa; las aberturas están enmarcadas con piedras bien escuadradas. Al SE es visible la huella de una cubierta de doble vertiente de una edificación desaparecida, que se adosaba a la torre.

## Historia
La Torre de Vila-Seca es una de las muchas torres de defensa para prevenir los ataques de los piratas y corsarios, esparcidas a lo largo de las tierras próximas al litoral. El poblamiento del vecindario de Vila-Seca (hoy prácticamente unido al núcleo urbano de Palafrugell) tiene origen romano.